# Oöïde

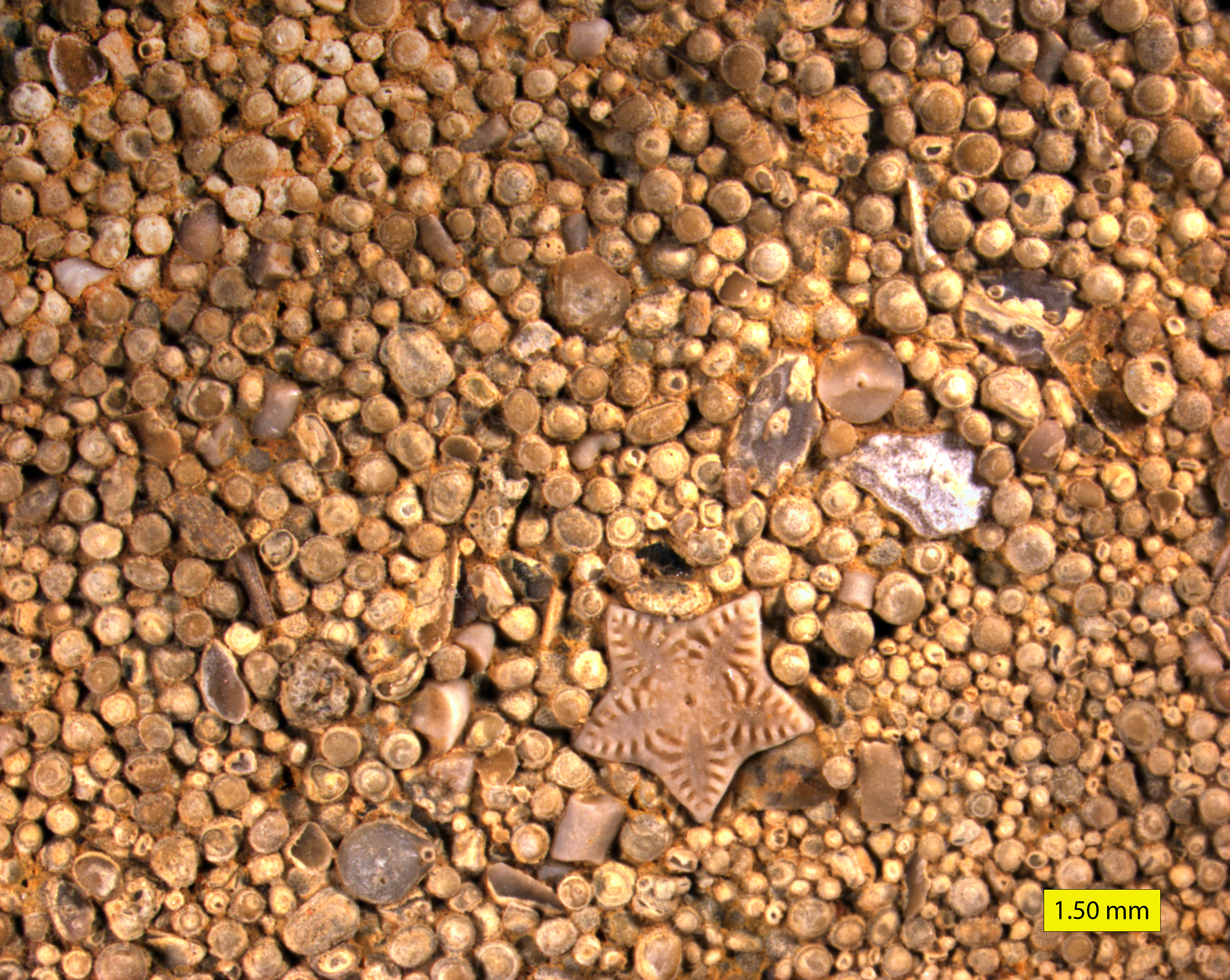
Oppervlak van een oöïderijke kalksteen; Carmel Formation (Midden Jura), Gunlock, Utah.

Een oöïde (Oudgrieks: ᾠοειδής, ōoeidés = eivormig, ᾠόν, ōón = ei, εἶδος, eídos = vorm, gedaante) is een uit regelmatige concentrische lagen (lamellae) opgebouwde ronde klast in een sedimentair gesteente. Het is de meest voorkomende soort klast in carbonaatgesteente die geen biogene (door levende organismen gevormde) oorsprong heeft.

## Ontstaan
Oöïden ontstaan in water dat verzadigd is van een bepaald mineraal en aan golfwerking blootstaat. Zulke omstandigheden komen voornamelijk voor in tropisch (warm) zeer ondiep zeewater, zoals op carbonaatplatforms of koraalriffen. Huidige voorbeelden daarvan zijn het Bahama Platform of de Perzische Golf. Rond een kristallisatiekern (ook "nucleus" genoemd), zoals een zandkorrel, pellet, of fragment van een schelp zal het mineraal neerslaan, terwijl de golfwerking ervoor zorgt dat de korrel heen en weer blijft rollen. Zo ontstaan om de korrel heen schillen opgebouwd uit het mineraal. Als de korrel groot genoeg groeit, zal hij langzaam naar beneden rollen en op de zeebodem bezinken.

## Samenstelling
Geologisch recente oöiden bestaan meestal uit het mineraal aragoniet. Ook oöiden van calciet of oöiden die uit beide mineralen bestaan komen veel voor. Andere mineralen zijn fosfaten, kiezelzuur, dolomiet of ijzerhoudende mineralen als hematiet. Een gesteente dat uit oöïden is opgebouwd wordt een oöliet genoemd.
Een vergelijkbaar proces is de vorming van een parel, ook daarbij slaat een mineraal neer in concentrische lagen om een kristallisatiekern.
Als een oöïde groter wordt dan 2 mm, spreekt men van een pisoliet of pisoïde.

## Afbeeldingen

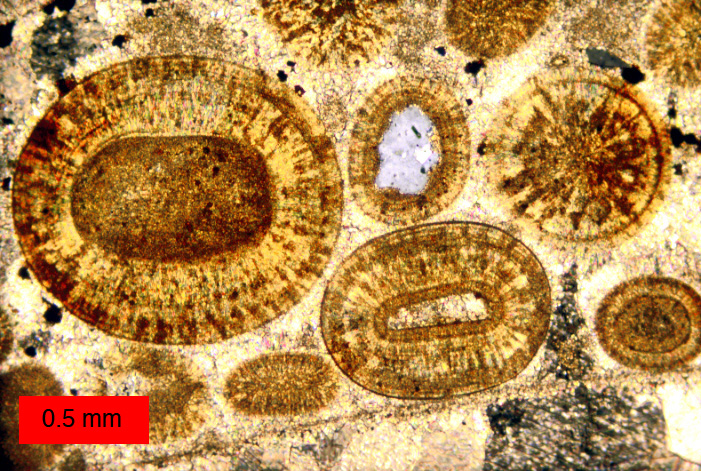
Oöïden in een slijpplaatje, met duidelijk zichtbare schillen rond een kern; Carmel Formatie; (Midden Jura), Gunlock, Utah.
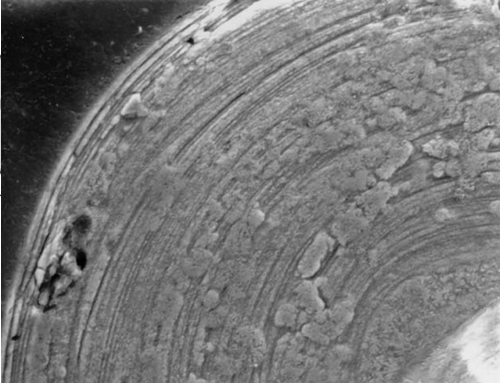
Close-up van de concentrische lagen (lamellae) rond de nucleus